# Sarah M. Broom
Sarah Monique Broom (Nova Orleans, 31 de dezembro de 1979) é uma escritora norte-americana. 
Seu livro de estreia, The Yellow House (2019), ganhou o National Book Award de Não-Ficção no mesmo ano.

## Biografia
Sarah nasceu em Nova Orleans, em 1979. Era a filha mais nova entre 12 filhos. Completou o ensino médio pela Word of Faith Christian Academy e ingressou no curso de antropologia, com habilitação em comunicação de massa pela Universidade do Norte do Texas.
Pela Universidade da Califórnia em Berkeley, Sarah obteve um mestrado em jornalismo e passou a lecionar na Faculdade de Artes da Universidade Columbia.

## Carreira
Sarah publicou artigos em vários periódicos como a The New York Times Magazine, The New Yorker e a O, The Oprah Magazine. Por seus artigos, ela recebeu o prêmio Creative Nonfiction Grant, da Whiting Foundation de 2016. Sarah também foi finalista para a bolsa da New York Foundation for the Arts para escrita criativa focada em não-ficção, tendo ganhado a bolsas na MacDowell Colony e na Djerassi Artists Residency.

### The Yellow House
Seu primeiro livro, The Yellow House foi publicado nos Estados Unidos pela Grove Press em 13 de agosto de 2019. The Yellow House é um livro de memórias de Sarah, que conta sobre sua criação em Nova Orleans, em uma casa com onze irmãos, em um bairro negligenciado de Nova Orleans, marcado pela desigualdade e pela pobreza, atingido pelas águas do Furacão Katrina.
No Brasil, ele será publicado com o título Casa Amarela, pela Somos Livros.

## Vida pessoal
Sarah mora no Harlem, na cidade de Nova Iorque, com a esposa, Dee Rees.